# Caloplaca concreticola
Caloplaca concreticola är en lavart som beskrevs av Vondrák & Khodosovtsev. Caloplaca concreticola ingår i släktet orangelavar och familjen Teloschistaceae.   Inga underarter finns listade i Catalogue of Life.